# Hoplobunus boneti
Hoplobunus boneti is een hooiwagen uit de familie Stygnopsidae.